# Notch (muzyk)
Norman Howell, znany pod pseudonimem artystycznym Notch (ur. 11 maja 1973 w Hartford w stanie Connecticut) – jamajski muzyk łączący w swojej twórczości reggae, rhythm and blues, dancehall, reggaeton.

## Życiorys i twórczość

### Dzieciństwo
Norman Howell urodził się 11 maja 1973 roku w Hartford w stanie Connecticut, gdzie spędził wczesne lata swojego życia. Mając dziewięć lat nauczył się języka hiszpańskiego, ponieważ większość jego przyjaciół była pochodzenia latynoskiego. Gdy był nastolatkiem, przeniósł się do Waszyngtonu, gdzie zamieszkał z ojcem. Ojciec, basista reggae, mający korzenie jamajsko-afrokubańskie, wywarł na syna duży wpływ, zapoznając go z tanecznymi riddimami. Później młody Howell przeniósł się na krótko na Bermudy, gdzie nawiązał kontakt ze swoim karaibskim dziedzictwem, po czym w wieku około dwudziestu lat ponownie zamieszkał w Waszyngtonie.

### Born Jamericans (1993–1998)
W mieście tym wraz z przyjacielem (Edleyem Shine’em) założył hip-hopowo-reggae’owy duet Born Jamericans, w którym był głównym wokalistą. Duet w swojej twórczości łączył reggae z muzyką latynoską, popem, rhythm and bluesem i reggaetonem, tworząc unikalne brzmienie. Dzięki takim singlom jak „Boom Shak A-Tack” (1993) i „Send My Love” (1996) duet odegrał zasadniczą rolę we wprowadzeniu dancehallu do amerykańskiego radia w latach 90. Howell znany był wówczas jako Mr. Notch. Born Jamericans wydali dwa albumy, zatytułowane Kids From Foreign (1994) i Yardcore (1997), po czym w 1998 roku o rozwiązali się.

### XXI wiek
Notch zaczął sięgać do swoich latynoskich korzeni i na początku XXI wieku pojawił się ponownie jako debiutant reggaeton. Śpiewając po angielsku, hiszpańsku i jamajsku wzbogacił ten gatunek o dancehall, rytmy latynoamerykańskie (cumbia, bachata, merengue) oraz hip-hop. Jako muzyk solowy zaznaczył swoją obecność na scenie muzycznej takimi przebojami jak: „Hay Que Bueno”, „Verme”, „Chevere” czy „Nuttn Nuh Go So” (reggae). „Hay Que Bueno” trafił w latach 2004–2005 do latynoskich rozgłośni radiowych w Ameryce i znalazł się na liście przebojów Billboard Latin. W konsekwencji Notch zaczął występować gościnnie na albumach takich wykonawców jak: Daddy Yankee, Luny Tunes, Beenie Man, Sublime i Thievery Corporation. Notchowi przypisuje się zasługę we wprowadzeniu w Stanach Zjednoczonych nowego stylu muzycznego, zwanego potocznie Spatoinglish, będącego połączeniem hiszpańskiego, jamajskiego i angielskiego.
W maju 2007 roku wydał swój pierwszy solowy album, Raised By The People. Występował w programach telewizyjnych, w tym w Late Night with Conan O'Brien. 